# Айлін Хачатурян
Айлін Хачатурян (вірм. Այլին Խաչատուրյան) — вірмено-ліванська джазова та фолк-рок-співачка. Її гнучкий, виразний та інтенсивний голос, від меццо-сопрано до альта, дозволяє їй співати в різних стилях: від джазу і блюзу до року, традиційні вірменські, східні, французькі пісні.

## Історія
Народилася 20 липня 1978 році в Лівані, в родині мистецтвознавців. Середню освіту здобула у вірменських гімназіях Бейрута і Монреаля, після чого навчалася в Сорбонському університеті у Франції, там же брала практичні заняття з давньовірменської музики.
У 1984 році навчалася співу і грі на фортепіано, а в 1986 році вона почала виступати в школах і грала в п'єсах. Її цікавість і інтерес до музики інших культур привели її в Кот-д'Івуар, де вона провела кілька місяців, вивчаючи майстерність африканського співу. Почала свою професійну кар'єру на громадських концертах у 1996 році в дуеті з канадським співаком Маріо Пелчатом, і ще до 18 років, виграла премію «Celine Dion». Рік по тому, в 1997 році, записала свій перший сингл «Lamma» в жанрі східного джазу. 1997 року Айлін зустрілася зі знаменитим музикантом, піаністом Гі Манукяном, який запросив її приєднатися до його музичної групи як солістку. Один з її найбільших виступів з Гі Манукяном був Різдвяний концерт 1999 року перед публікою 5000 осіб в "UNESCO Palace" у Лівані, вони також неодноразово виступали в залі асамблеї, Американському університеті в Бейруті, і з'являлися на багатьох інших заходах в Лівані і багатьох інших арабських країнах. У 2000-2001 роках вона виступала в швейцаро-ліванській п'єсі режисера Патріка Мора «Sindbad de pere en fils» (автор — Поль Матар), де співала арабською. Гастролювали в Лівані, Женеві та Парижі. Вистава мала успіх, і її голос торкнувся навіть ті, хто не знайомий з арабською мовою. У період з 2000 по 2005 роки вона жила в Парижі, де спеціалізувалася на вірменському традиційному співі. Там же вона записала свій перший франкомовний альбом "Abaka" з легким вірменським впливом у музиці за підтримки ENZO Production, але альбом не вийшов через війну в Лівані.
У квітні 2005 року її запросили співати вірменською на площі мучеників, під час сумних подій, що відбулися в Лівані, де вона виступала з багатьма відомими артистами Лівану. У травні 2005 року Айлін виступає в живому концерті з Зіядою аль-Ахмадійє, відомою ліванською співачкою, де вона вперше отримала досвід арабської традиційної музики. Під час війни в Лівані в 2006 році, Айлін довелося переїхати в Дубай, де також помітили її талант, і в березні 2007 року вона наживо виступила на благодійному концерті для дітей Лівану. Концерт був дуже успішний, записаний на CD і доступний для публіки. Записи вірменомовного альбому «Midan», вишуканої суміші вірменських традиційних пісень та альтернативного року, почалися в серпні 2007 року в Бейруті, на студії «Philip Tohme», а мастеринг робив Джефф Пеше на студії Abbey Road у Лондоні в листопаді 2008 року. Альбом виграв премію Armenian Music Awards у номінації "Кращий рок-альбом". У квітні 2010 року Айлін зняла кліп на пісню «Zartir Vortyag», який був повністю заборонений у Лівані. У травні 2011-му Айлін взяла участь на «Beirut Music & Art Festival»
Айлін на сцені підтримують музиканти:
- Зіяд Ель-Хелу (гітари),
- Хайтам Шалхуб (бас),
- Мазен Сібліні (клавішні),
- Джад Ауад (ударні).

## Дискографія
Альбом
- 2005 — Abaka
- 2008 — Midan (Միդան)

Сингли
- 1997 — Lamma (Լամմա)
- 2008 — Zartnir Vordyak (Զարթնիր որդյակ)